# En el blanco
En el blanco (2004) es una novela policíaca del autor británico Ken Follett ambientada en nuestros días. Ken Follett parece reinventar un género para cada una de sus novelas. Esto es lo que ocurre con En el blanco, donde el autor trata de sorprender a sus seguidores con una narración fuera de los cánones en los que se suelen mover sus libros. Estremecedor y absorbente.

## Argumento
Oxenford Medical es una empresa de experimentación biológica escocesa. Las extremas y modernas medidas de seguridad para evitar cualquier incidente fallan cuando la noche de Navidad bajo un intenso temporal de nieve, desaparece un peligrosísimo virus. La teoría de que puede ser un acto de terrorismo se va confirmando hasta convertirse en una certeza. Problemas familiares, deudas, juego, amores y fenómenos meteorológicos extremos son los ingredientes de este thriller policiaco que desarrolla la trama en apenas dos días alrededor de la Navidad.  
El protagonismo de la novela está repartido entre Toni, responsable de la seguridad de la empresa, que es hija de escocesa y español; Stanley, dueño y fundador de Oxenford Medical, la empresa de bioingeniería y su hijo Kit, con importantes problemas que le llevan a una situación sin salida.